# 小原亜美
小原 亜美（おばら あみ）は、日本の翻訳家。
小説『トワイライト』シリーズの邦訳などで知られている。

## 来歴・人物
東京都出身。上智大学法学部卒業。在学中にオーストリア・ザルツブルクへ派遣留学。1997年から2011年までニューズウィーク日本版の編集協力者として記事の翻訳および編集を担当。東京藝術大学大学院音楽研究科修士課程修了（音楽文芸）。

## おもな訳書
- 『シャイニング・オン』（メルヴィン・バージェス他、理論社） 2007
- 『明日への疾走』（キム・ウーゼンクラフト、二見書房） 2007
- 『ライ麦畑をぶっとばせ』（マーク・アシート、ソニー・マガジンズ） 2006
- 『わたしは生きていける』（メグ・ローゾフ、理論社） 2005
- 『幸福の鍵』（ジョエル・ベン・イジー、ソニー・マガジンズ） 2005
- 『シスターフッド』（ファン・マイケルズ、二見書房） 2004
- 『シビアな一言への明るい対応術 - この方法で切り抜けろ!』 （ジェニファー・ジェームズ、PHP研究所） 2004
- 『ゾエトロープ / blanc』（フランシス・フォード・コッポラ, アドリエンヌ・ブロデュール、角川書店） 2003
- 『ゾエトロープ / noir』（フランシス・フォード・コッポラ, アドリエンヌ・ブロデュール、角川書店） 2003
- 『幸運のつくり方』（アズリエラ・ジャフィ、PHP研究所） 2003
- 『自分のちからに気づくスピリチュアル・ブック - あなたの「可能性」を最大限に引き出す奇跡の方法』（マイケル・ゴダート、大和書房） 2003
- 『自閉症の息子デーンがくれた贈り物 - 愛と希望をみつめて』（ジュニー・ウェイツ, ヘレン・スウィンボーン、大和書房） 2002
- 『エディターズ! Book plus』（テッド・ヘラー、角川書店） 2002
- 『セルマ』（カミーラ・ギブ、アーティストハウス） 2001
- 『マイ・エイム・イズ・トゥルー』（トニー・クレイトン・リー、スペースシャワーネットワーク） 2000

### 「トワイライト」シリーズ
- 『トワイライト』シリーズ 単行本全13巻、文庫全9巻（ステファニー・メイヤー、ヴィレッジブックス） 2006 ‐ 2010
- 『トワイライト外伝 哀しき新生者』（ステファニー・メイヤー、ヴィレッジブックス） 2010
- 『トワイライト・サーガ オフィシャルガイド』（ステファニー・メイヤー、ヴィレッジブックス） 2011
- 『ミッドナイト・サン トワイライト エドワードの物語』上・中・下（ステファニー・メイヤー、ヴィレッジブックス） 2021

### 「タイムトラベラー」
- 『タイムトラベラー 消えた反重力マシン』（リンダ・バックリー・アーチャー、ソフトバンククリエイティブ） 2007
- 『タイムトラベラー ふたつの反重力マシン』（リンダ・バックリー・アーチャー、ソフトバンククリエイティブ） 2009
- 『タイムトラベラー さらば反重力マシン』（リンダ・バックリー・アーチャー、ソフトバンククリエイティブ） 2010

### 「ザ・ホスト」
- 『ザ・ホスト/1 寄生』（ステファニー・メイヤー、ソフトバンククリエイティブ） 2010
- 『ザ・ホスト/2 背信』（ステファニー・メイヤー、ソフトバンククリエイティブ） 2010
- 『ザ・ホスト/3 別離』（ステファニー・メイヤー、ソフトバンククリエイティブ） 2010

## 参考
- 小原亜美の新品一覧 - livedoor BOOKS